# (15913) Telemachus
(15913) Telemachus (1997 TZ27) – planetoida z grupy trojańczyków okrążająca Słońce w ciągu 11,88 lat w średniej odległości 5,2 j.a. Odkryta 1 października 1997 roku.